# Шуджи Накамура
Шуджи Накамура (на японски: 中村修二) е американско-японски физик и инженер, изобретател на синия светодиод и Нобелов лауреат по физика за 2014 г.

## Биография
Роден е на 22 май 1954 година в Иката, префектура Ехиме, Япония. През 1979 г. се дипломира с магистърска степен по електроинженерство в Токушимския университет. Години по-късно, през 1994 г. е награден с докторска титла от този университет.
След дипломирането си започва работа в японската корпорация „Nichia“. Като неин служител, през 1989 г. стартира изследователска дейност върху сините светодиоди, използващи III-нитридни материали. През 1993 г. успява да създаде първата група от основани на нитридите сини светодиоди. Допълнително, успява да създаде първите зелени светодиоди и виолетови лазерни диоди, които използват III-нитридни материали.
През 2014 г. поделя Нобелова награда по физика с Исаму Акасаки и Хироши Амано, „за изобретяването на ефективни сини светодиоди, дали възможност за създаването на ярки и енергоспестяващи източници на бяла светлина“.